# 謝戈德阿維拉
謝戈德阿維拉是加勒比海國家古巴的城市，也是謝戈德阿維拉省的首府，位於該國中部，分別距離首都哈瓦那和卡馬圭460公里和110公里，建城於1840年，海拔高度55米，2004年人口135,736。

## 图册

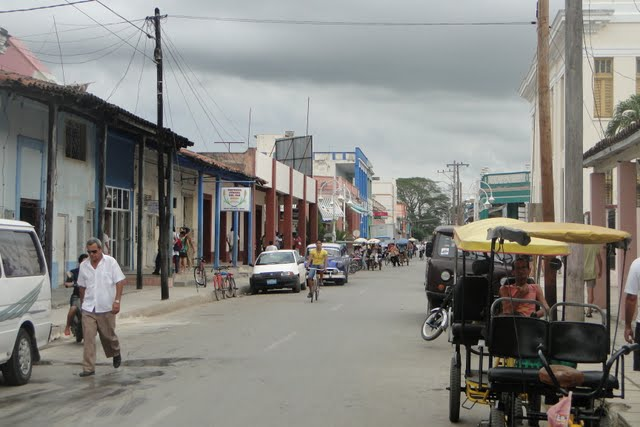
在谢戈德阿维拉的公路

## 外部連結
- Ciego de Ávila